# Pratt (Familienname)
Pratt ist ein englischer Familienname.

## Namensträger

### A
- Aimee Pratt (* 1997), britische Leichtathletin
- Albert S. Pratt (* um oder nach 1900), US-amerikanischer Toningenieur und Filmtechniker
- Ambrose Pratt (1874–1944), australischer Autor und Journalist
- Anne Pratt (1806–1893), britische Botanik- und Ornithologieillustratorin
- Anthony Pratt (* 1937), britischer Filmarchitekt
- Anthony Ernest Pratt (1903–1994), britischer Spieleerfinder

### B
- Babe Pratt (1916–1988), kanadischer Eishockeyspieler
- Bela Pratt (1867–1917), US-amerikanischer Bildhauer
- Betty Rosenquest Pratt (1925–2016), US-amerikanische Tennisspielerin, siehe Betty Rosenquest
- Bobby Pratt (Posaunist) (1926/27–1994), US-amerikanischer Jazzmusiker
- Bobby Pratt (1927–1968), schottischer Jazztrompeter

### C
- Charles Pratt, 1. Earl Camden (1714–1794), britischer Jurist und Politiker
- Charles Pratt (Geschäftsmann) (1830–1891), US-amerikanischer Geschäftsmann
- Charles Clarence Pratt (1854–1916), US-amerikanischer Politiker
- Charles Edward Pratt (1911–1996), kanadischer Ruderer und Architekt
- Chris Pratt (Segler) (Christopher Pratt; * 1959), australischer Segler
- Chris Pratt (Reiter) (* 1969), kanadischer Springreiter
- Chris Pratt (Christopher Michael Pratt; * 1979), US-amerikanischer Schauspieler
- Christopher Pratt (Maler) (John Christopher Pratt; 1935–2022), kanadischer Maler und Designer
- Christopher Dale Pratt (* 1956), britischer Manager
- Chuck Pratt (1939–2000), US-amerikanischer Kletterer
- Claire Pratt (1921–1995), kanadische Grafikerin, Lyrikerin und Herausgeberin
- Cynthia A. Pratt (* 1945), Generalgouverneurin der Bahamas

### D
- Daniel Pratt (1806–1884), US-amerikanischer Jurist und Politiker
- Daniel D. Pratt (1813–1877), US-amerikanischer Politiker
- Daria Pratt (1859–1938), US-amerikanische Golfspielerin und Prinzessin von Serbien; siehe Daria Karađorđević
- David Pratt, 6. Marquess Camden (* 1930), britischer Peer und Politiker (parteilos)
- Deborah Pratt (* 1951), US-amerikanische Schauspielerin, Drehbuchautorin und Fernsehproduzentin
- Denis Charles Pratt (1908–1999), britischer Autor und Entertainer, siehe Quentin Crisp
- Don Pratt (1892–1944), US-amerikanischer Brigadegeneral
- Douglas Pratt (* 1949), neuseeländischer Religionswissenschaftler

### E
- E. J. Pratt (Edwin John Pratt; 1882–1964), kanadischer Dichter
- Eliza Jane Pratt (1902–1981), US-amerikanische Politikerin
- Everett H. Pratt (1943–2017), Generalleutnant der US Air Force

### F
- Fletcher Pratt (1897–1956), US-amerikanischer Schriftsteller
- Francis Ashbury Pratt (1827–1902), amerikanischer Erfinder

### G
- George Pratt (* 1960), US-amerikanischer Comiczeichner
- George C. Pratt (* 1928), US-amerikanischer Jurist
- Geronimo Pratt (1947–2011), US-amerikanischer Black-Panther-Aktivist
- Guy Pratt (* 1962), britischer Bassist, Schauspieler und Komponist

### H
- Harcourt J. Pratt (1866–1934), US-amerikanischer Politiker
- Harlan Pratt (* 1978), kanadischer Eishockeyspieler
- Harold Douglas Pratt (* 1944), US-amerikanischer Ornithologe
- Harry Davis Pratt (1915–2014), US-amerikanischer Biologe
- Harry H. Pratt (1864–1932), US-amerikanischer Politiker
- Henry Otis Pratt (1838–1931), US-amerikanischer Politiker
- Hodgson Pratt (1824–1907), englischer Pazifist
- Hugo Pratt (1927–1995), italienischer Comicautor

### J
- James Bissett Pratt (1875–1944), US-amerikanischer Philosoph
- James T. Pratt (1802–1887), US-amerikanischer Politiker
- Jessica Pratt (* 1979), englische Sängerin
- John Pratt, 1. Marquess Camden (1759–1840), britischer Politiker
- John Pratt (Politiker, 1873) (1873–1952), britischer Politiker der Liberal Party
- John Pratt (Fußballspieler) (* 1948), englischer Fußballspieler
- John Henry Pratt (1809–1871), englischer Mathematiker und Geistlicher
- John Lee Pratt (1878–1975), US-amerikanischer Manager und Kunstsammler
- John W. Pratt (* 1931), US-amerikanischer Statistiker
- Joseph Gaither Pratt (1910–1979), US-amerikanischer Psychologe und Parapsychologe
- Joseph H. Pratt (Joseph Hersey Pratt; 1872–1956), US-amerikanischer Psychoanalytiker
- Joseph Hyde Pratt (1870–1942), US-amerikanischer Mineraloge
- Joseph Marmaduke Pratt (1891–1946), US-amerikanischer Politiker
- Judson Pratt (1916–2002), US-amerikanischer Schauspieler

### K
- Kayla Pratt (* 1991), neuseeländische Ruderin
- Keri Lynn Pratt (* 1978), US-amerikanische Schauspielerin
- Kristina Wambui Kenyatta-Pratt (* 1952), kenianische Sonderpädagogin
- Kyla Pratt (* 1986), US-amerikanische Schauspielerin und Musikerin

### L
- Le Gage Pratt (1852–1911), US-amerikanischer Politiker
- Louise Pratt (* 1972), australische Politikerin
- Lynn Pratt (1926/1927–2002), US-amerikanischer Musiker

### M
- Mary Pratt (Baseballspielerin) (1918–2020), US-amerikanische Baseballspielerin
- Mary Pratt (Malerin) (1935–2018), kanadische Malerin
- Mary Louise Pratt (* 1948), US-amerikanische Hochschullehrerin (Professorin für spanische und portugiesische Sprache und Literatur)
- Matthew Pratt (1734–1805), US-amerikanischer Porträtmaler
- Mike Pratt (1931–1976), britischer Komponist, Pianist und Schauspieler
- Minnie Bruce Pratt (1946–2023), US-amerikanische Hochschullehrerin und Schriftstellerin
- Miriam Pratt (1893–1975), englisch-britische Suffragette und Brandstifterin
- Monyea Pratt (* 1985), US-amerikanischer Basketballspieler

### N
- Nicole Pratt (* 1973), australische Tennisspielerin
- Nolan Pratt (* 1975), kanadischer Eishockeyspieler

### O
- Orson Pratt (1811–1881), amerikanischer Mathematiker und Mitglied des ersten Kollegiums der Zwölf Apostel der Kirche Jesu Christi der Heiligen der Letzten Tage

### P
- Parley P. Pratt (1807–1857), Mitglied des ersten Kollegiums der Zwölf Apostel der Kirche Jesu Christi der Heiligen der Letzten Tage und mormonischer Polygamist
- Paul Pratt (1894–1967), kanadischer Komponist, Musiker und Musikpädagoge
- Philip Pratt (1924–1989), US-amerikanischer Jurist
- Purnell Pratt (1898–1941), US-amerikanischer Schauspieler

### R
- Ralph Pratt (1910–1981), US-amerikanischer Rennfahrer
- Roger Pratt (1947–2024), britischer Kameramann
- Roger Pratt (Architekt) (1620–1684), englischer Architekt
- Ruth Baker Pratt (1877–1965), US-amerikanische Politikerin

### S
- Sarah Pratt (1817–1888), amerikanische Missionarin und Bekämpferin der Polygamie
- Simha Pratt (1916–2003), israelischer Diplomat
- Susan Pratt (* 1956), US-amerikanische Schauspielerin
- Susan May Pratt (* 1974), US-amerikanische Schauspielerin

### T
- Thane K. Pratt (* 1950), US-amerikanischer Ornithologe
- Thomas Pratt (1804–1869), US-amerikanischer Politiker
- Thomas Willis Pratt (1812–1875), US-amerikanischer Brückenbau-Ingenieur
- Titus Awotwi Pratt (* 1947), ghanaischer Pädagoge und Methodistischer Geistlicher

### U
- Ugo Eugenio Pratt, siehe Hugo Pratt

### V
- Vaughan Pratt (* 1944), US-amerikanischer Informatiker australischer Herkunft
- Victoria Pratt (* 1970), kanadische Schauspielerin

### W
- William V. Pratt (1869–1957), US-amerikanischer Marineoffizier

### Z
- Zadock Pratt (1790–1871), US-amerikanischer Politiker